# Isla del Este (Fitz Roy)
La isla del Este (en inglés: East Island) es una de las islas Malvinas, que según la Organización de las Naciones Unidas (ONU), está en litigio de soberanía entre el Reino Unido, quien la administra como parte del territorio británico de ultramar de las Malvinas, y la Argentina, quien reclama su devolución, y la integra en el departamento Islas del Atlántico Sur de la provincia de Tierra del Fuego, Antártida e Islas del Atlántico Sur.
Esta isla se encuentra en el sector este de la isla Soledad, en el extremo oriental del puerto Fitz Roy. Se localiza al noreste de puerto Agradable y cerca del asentamiento de Bahía Agradable.
Por su nombre idéntico, no se debe confundir con otra isla de este archipiélago, que se encuentra al norte de la Isla Gran Malvina y al sur de la isla de Borbón.
El extremo austral del islote ubicado al sudeste de este accidente geográfico es uno de los puntos que determinan las líneas de base de la República Argentina, a partir de las cuales se miden los espacios marítimos que rodean al archipiélago.